# Santa Justa (Lissabon)
Santa Justa ist eine Gemeinde im Kreis von Lissabon mit 0,25 km² Fläche und 939 Einwohnern (Stand 30. Juni 2011). Die Bevölkerungsdichte beträgt 3828 Einwohner je km².

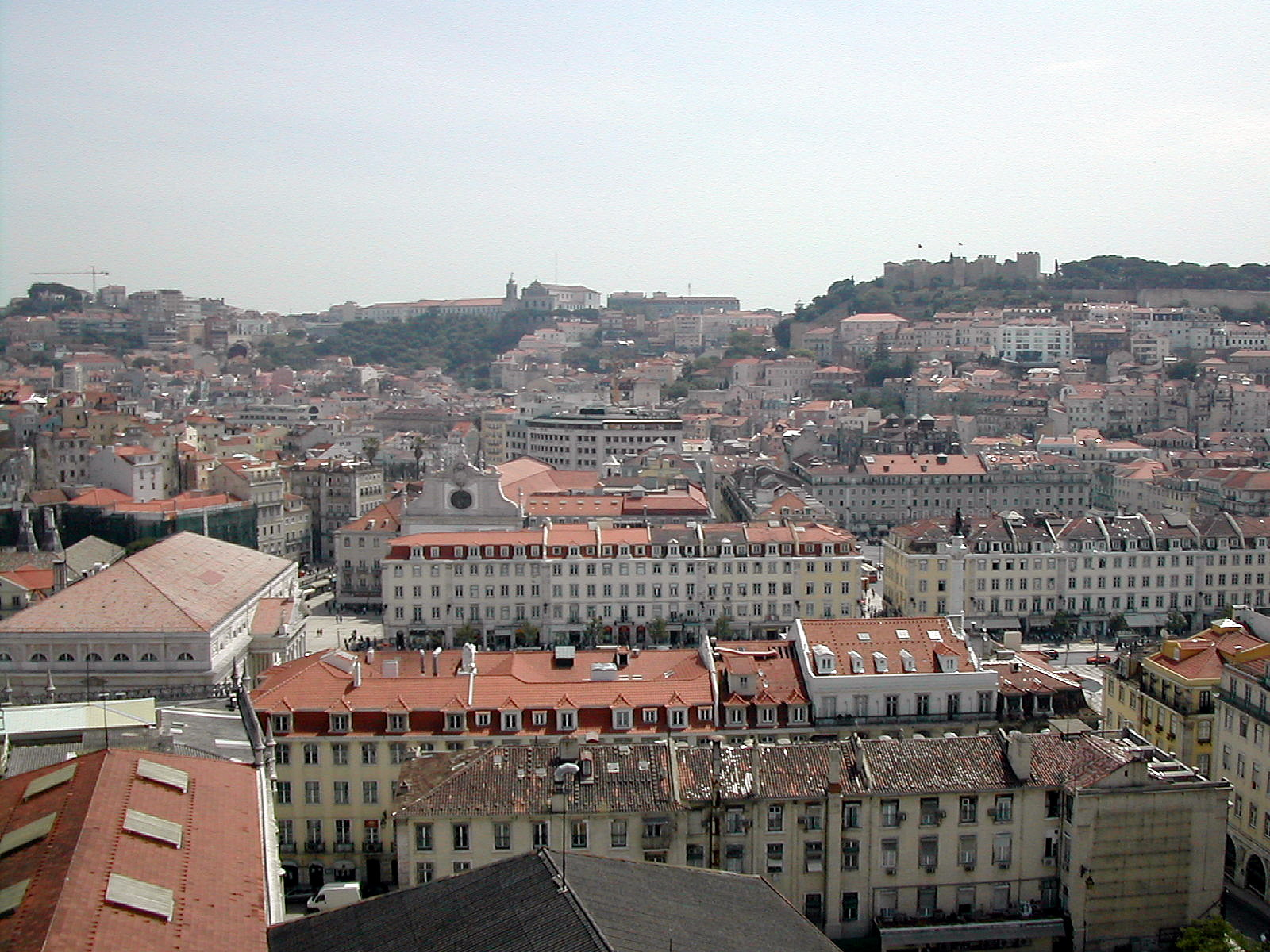
Blick auf Santa Justa

Es ist die Gemeinde mit den großen Plätzen in der Innenstadt von Lissabon mit Praça dos Restauradores am Largo de Martim Moniz entlang Rossio, Largo de São Domingos und Praça da Figueira. Der Elevador de Santa Justa befindet sich an der nahe gelegenen Kirche von São Nicolau.

## Bauwerke und Plätze (Auswahl)
- Igreja de São Domingos
- Teatro Politeama
- Teatro Nacional de D. Maria II
- Palácio Alverca oder Casa do Alentejo
- Baixa Pombalina oder Beixa (deutsch: Unterstadt)